# Анроде
Анроде (нім. Anrode) — громада в Німеччині, розташована в землі Тюрингія. Входить до складу району Унструт-Гайніх.
Площа — 52,43 км2. Населення становить 3138 ос. (станом на 31 грудня 2021).

## Географії

### Адміністративний поділ
Громада  складається з 5 селищ:
- Біккенріде
- Дерна
- Голленбах
- Ленгефельд
- Целла